# Pechbrunn
Pechbrunn è un comune tedesco di 1 439 abitanti, situato nel land della Baviera.